# Kolumbie na letních olympijských hrách
Kolumbie na letních olympijských hrách startuje od roku 1932. Toto je přehled účastí, medailového zisku a vlajkonošů na dané sportovní události.

## Účast na Letních olympijských hrách
| Dějiště LOH            | LOH      | Vlajkonoš                              | Zlatá medaile | Stříbrná medaile | Bronzová medaile | Celkem |
| ---------------------- | -------- | -------------------------------------- | ------------- | ---------------- | ---------------- | ------ |
| 1932 Los Angeles       | LOH 1932 | Jorge Perry                            |               |                  |                  | 0      |
| 1936 Německo           | LOH 1936 | José Domingo Sánchez                   |               |                  |                  | 0      |
| 1948 Londýn            | LOH 1948 | nikdo                                  |               |                  |                  | 0      |
| 1952 Helsinky          | LOH 1952 | nikdo                                  |               |                  |                  | 0      |
| 1956 Melbourne         | LOH 1956 | nikdo                                  |               |                  |                  | 0      |
| 1960 Řím               | LOH 1960 | nikdo                                  |               |                  |                  | 0      |
| 1964 Tokio             | LOH 1964 | nikdo                                  |               |                  |                  | 0      |
| 1968 Ciudad de México  | LOH 1968 | nikdo                                  |               |                  |                  | 0      |
| 1972 Mnichov           | LOH 1972 | Alfonso Pérez                          |               | 1                | 2                | 3      |
| 1976 Montréal          | LOH 1976 | nikdo                                  |               |                  |                  | 0      |
| 1980 Moskva            | LOH 1980 | nikdo                                  |               |                  |                  | 0      |
| 1984 Los Angeles       | LOH 1984 | Pablo Restrepo                         |               | 1                |                  | 1      |
| 1988 Soul              | LOH 1988 | Jorge Molina                           |               |                  | 1                | 1      |
| 1992 Barcelona         | LOH 1992 | nikdo                                  |               |                  | 1                | 1      |
| 1996 Atlanta           | LOH 1996 | Marlon Pérez                           |               |                  |                  | 0      |
| 2000 Sydney            | LOH 2000 | María Isabel Urrutiaová                | 1             |                  |                  | 1      |
| 2004 Athény            | LOH 2004 | Carmenza Delgado                       |               |                  | 2                | 2      |
| 2008 Peking            | LOH 2008 | María Luisa Calle                      |               | 1                | 1                | 2      |
| 2012 Londýn            | LOH 2012 | Mariana Pajónová                       | 1             | 3                | 4                | 8      |
| 2016 Rio de Janeiro    | LOH 2016 | Yuri Alvearová                         | 3             | 2                | 3                | 8      |
| 2020 Tokio             | LOH 2020 | Caterine Ibargüenová Yuberjen Martínez |               | 4                | 1                | 5      |
| 2024 Paříž             | LOH 2024 |                                        |               |                  |                  | x      |
| Celkem                 | 21       |                                        | 5             | 13               | 16               | 34     |
| Zdroj na Olympedia.org |          |                                        |               |                  |                  |        |